# Erbschaftskauf
Ein Erbschaftskauf ist ein Kaufvertrag über eine angefallene Erbschaft. Es handelt sich um einen gegenseitigen Vertrag, auf den im deutschen Privatrecht das generelle Kauf- und Leistungsstörungsrecht (§§ 433 ff. BGB) Anwendung findet. Jedoch werden die Vorschriften durch die erbrechtlichen Bestimmungen der §§ 2371 ff. BGB modifiziert.
Ein Erbschaftskauf ist erst nach dem Erbfall möglich. Wurde ein Vertrag über eine Erbschaft vor einem Erbfall geschlossen, so ist dieser nach § 311b Abs. 4 BGB nichtig. Möglich sind jedoch Verträge zwischen zukünftigen gesetzlichen Erben über ihre gesetzlichen Erbteile oder den Pflichtteil eines von ihnen § 311b Abs. 5 BGB. Ein solcher Vertrag bedarf jedoch der notariellen Beurkundung.
Nach § 2371 bedarf das Verpflichtungsgeschäft der notariellen Beurkundung. Dies soll den Verkäufer vor Übereilung schützen, eine fundierte Beratung sichern und den Abschluss und Inhalt des Vertrages im Interesse der Klarstellung (Beweisfunktion) und der Erleichterung des Nachweises festschreiben.
Der Erbkaufvertrag wird erfüllt durch die Übertragung der einzelnen Erbschaftsgegenstände. Ist der Verkäufer nicht Alleinerbe, kann die Erfüllung durch Abschluss eines Erbübertragungsvertrages nach § 2033 Abs. 1 BGB erfolgen. Durch die Übertragung der Erbschaft wird der Erwerber nicht Erbe. Gegenstand des Erbschaftskaufs ist nicht das Erbrecht des Erben, da dieses aus verwandtschaftlichen Beziehung oder Verfügungen von Todes wegen herrührt und nicht übertragbar ist. Somit bleibt der Verkäufer auch nach der Erfüllung Erbe.
Nach § 2376 BGB haftet bei Sachmängeln der Erbschaftsgegenstände der Erbe nicht. Bezüglich Rechtsmängel haftet er nur für die Verität, nicht aber für die Bonität.
Der Käufer trägt nach § 2380 BGB von dem Abschluss des Kaufs an die Gefahr des zufälligen Untergangs und einer zufälligen Verschlechterung der Erbschaftsgegenstände. Von diesem Zeitpunkt an gebühren ihm die Nutzungen und trägt er die Lasten. Dies ist eine Vorverlagerung des Gefahrüberganges, der sonst im allgemeinen Kaufrecht mit Übergabe nach § 446 BGB erfolgt.
Der Käufer haftet nach § 2382 von dem Abschluss des Kaufs an den Nachlassgläubigern, unbeschadet der Fortdauer der Haftung des Verkäufers. Somit sind Verkäufer und Käufer Gesamtschuldner. Allerdings kann sich der Verkäufer nach § 2378 BGB beim Käufer schadlos halten.